# 布里斯托尔交易所
布里斯托尔交易所（The Exchange）是英格兰布里斯托尔的一座 I级保护登录建筑，由老约翰·伍德建于 1741–43 年，位于谷物街（Corn Street），靠近宽街（Broad Street）路口。这里曾经是谷物和商品交易所，现在是办公室和圣尼古拉斯市场（St Nicholas Market）。
在交易所外有四张16世纪和17世纪的青铜桌子，商人在此交易。大楼前面有一个时钟，显示格林威治标准时间和"当地时间"。

## 历史
交易所由老约翰·伍德建于 1741–43 年，他还设计了利物浦交易所（1754年完工，1795年被大火烧毁），当时的伦敦交易所也在1838年被大火烧毁。因此，布里斯托尔的交易所是英国唯一幸存的18世纪交易所大楼。它由托马斯·帕蒂雕刻。
交易所拥有备受推崇的宏伟的建筑外观，保存完好。立面的中部为科林斯柱式，两侧采用壁柱。
交易所的中心是一个开放的庭院，周围是柱廊.。
虽然它名为谷物交易所，但是为所有类型的商人服务，有一些直接参与几内亚和西印度奴隶贸易。主厅的石膏装饰代表世界的四个角落，其中代表美洲的戴着烟叶的头饰。建筑外面刻有非洲、美洲、亚洲和欧洲的人物和动物的雕刻，为布里斯托尔对外贸易的象征，包括布里斯托尔奴隶贸易。
1872年，爱德华·米德尔顿·巴里对该建筑进行了重大的改建，包括中央庭院的屋顶，以及庭院周围柱廊上方的一楼一组新的办公室。1907年，估价局搬到交易所时，这里又进行了改建，安装了电梯。 二战以后，降低了庭院的屋顶，拆除了建筑背面的钟楼。

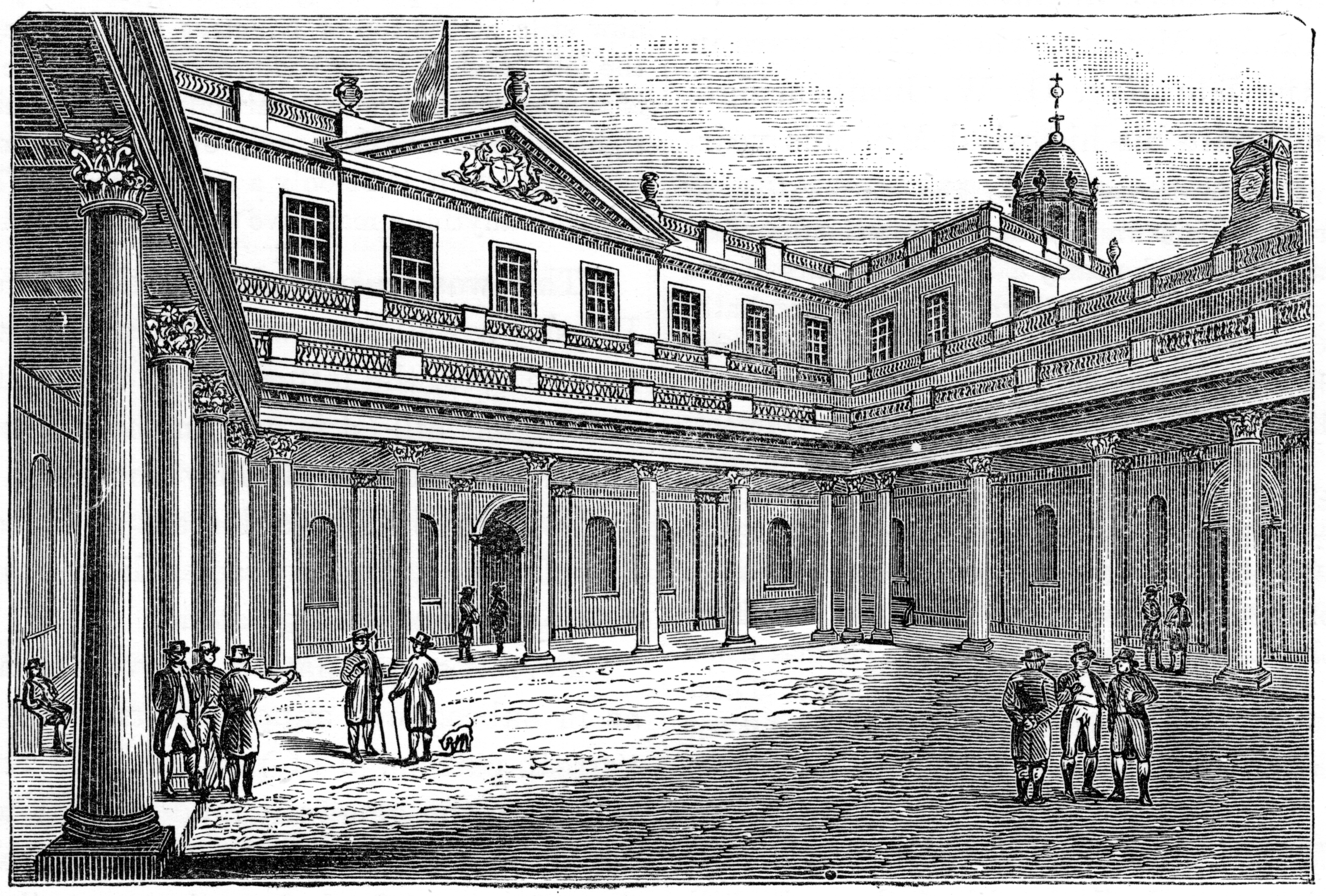

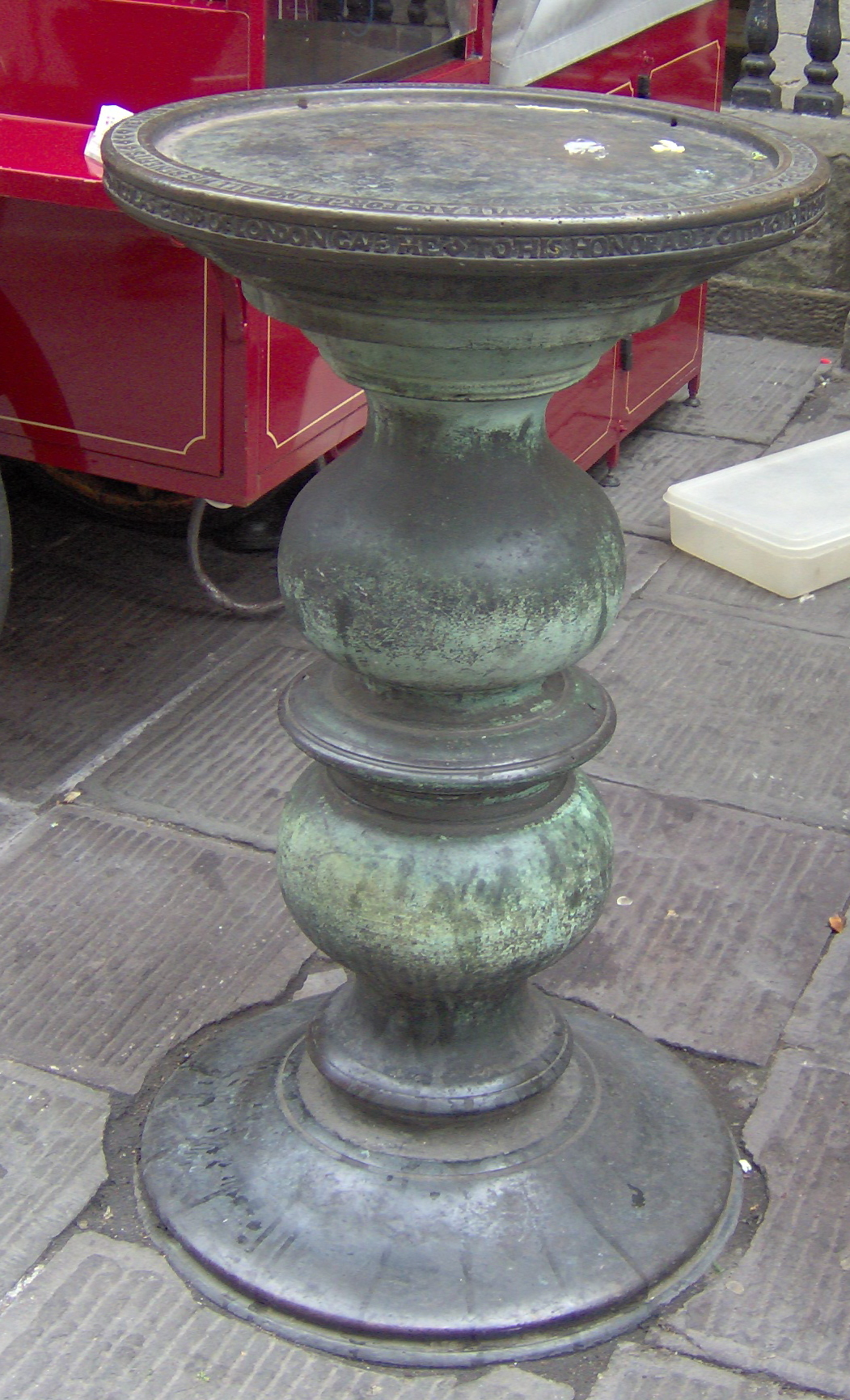

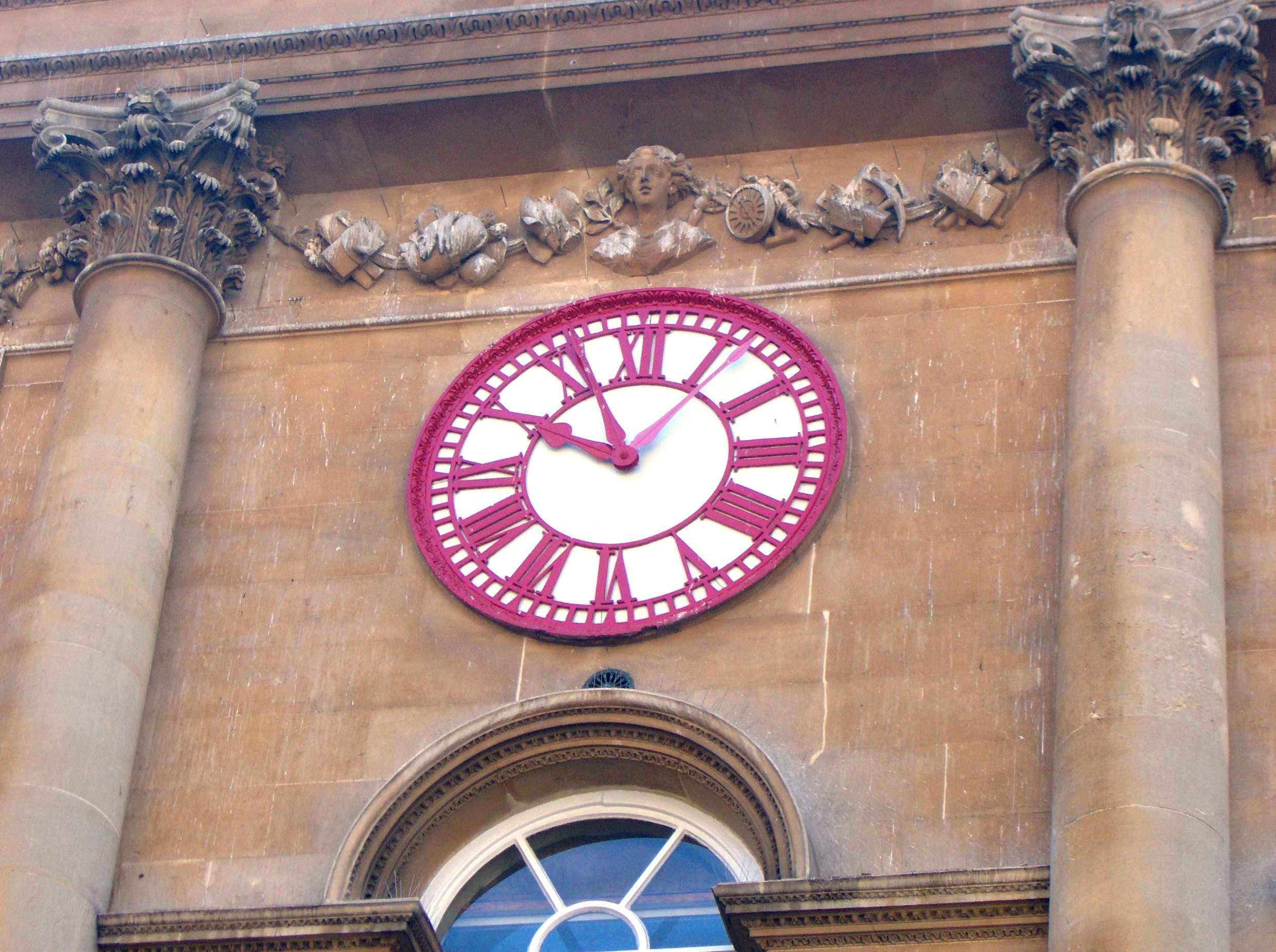